# Polana (Murska Sobota, Slovenija)
Polana (prije Poljana, mađarski: Vaspolony) je naselje u slovenskoj Općini Murska Sobota. Polana se nalazi u pokrajini Prekomurju i statističkoj regiji Pomurju. 

## Stanovništvo
Prema popisu stanovništva iz 2002. godine naselje je imalo 198 stanovnika.